# Ямбуто (исток Сёяхи)
Ямбуто — третье по размеру из озёр на полуострове Ямал, а по объёму воды занимает первое место (2,35 км3). Площадь 169 км². Длина озера составляет 21,6 км, максимальная ширина в северной части – 8,4 км, в южной – 10,3 км, минимальная ширина (в центральной части) – 4,0 км. Средняя глубина озера составляет 13,9 м, а максимальная глубина достигает 63,7 м, что на сегодняшний день является наибольшей из зарегистрированных глубин на озерах полуострова Ямал.
Расположено на территории Ямальского района Ямало-Ненецкого автономного округа.
В озере берёт начало река Сёяха (Зелёная), впадающая в Обскую губу Карского моря.
По берегам таёжная растительность, болотистые растения, хвойные деревья и кустарники. В озере обитают стерлядь, щука, лещ, карась, осётр, окунь, сиг и другие виды рыб.
В средние века через озеро Ямбуто (Зелёное) проходил ямальский волок.